# Incontro dei tre vivi e dei tre morti

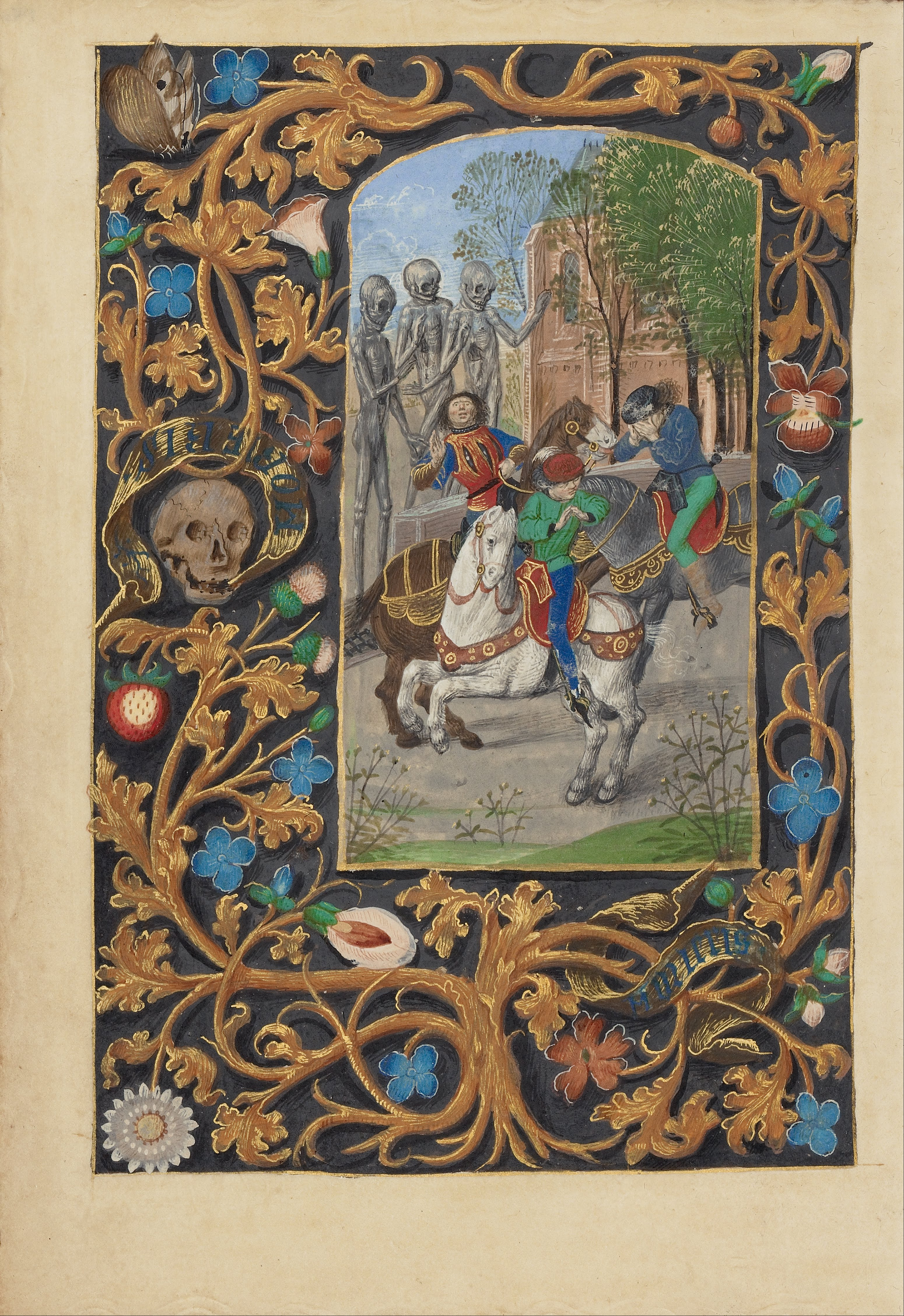
L'incontro dei tre vivi e dei tre morti

L'incontro dei tre vivi e dei tre morti è un soggetto tipico della iconografia della Morte.

## L'arte macabra medievale cristiana

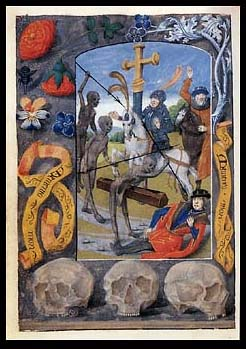
Non sempre l'Incontro è "tranquillo", talvolta i tre scheletri sono raffigurati come minacciosamente armati.

Per lungo tempo fu presente nella iconografia occidentale antica il tema della raffigurazione della morte raffigurata soprattutto sui vasi come un mostruoso genio malvagio, come un demone femminile alato, come Tanato una figura maschile alata sia nella pittura vascolare che in numerosi rilievi. «Si può ricordare anche la rappresentazione di scheletri con valore simbolico (il teschio simbolico, accompagnato da elementi allegorici, come la ruota, è in un mosaico del Museo Nazionale di Napoli, forse da Pompei).»
Nell'età cristiana il tema della morte era rimasto limitato ai filosofi, alle cerimonie liturgiche e ai predicatori mentre gli artisti lo trattavano quasi esclusivamente nell'arte funeraria. Dalla seconda metà del XIII secolo i pittori riempirono le chiese di raffigurazioni intensamente realistiche della morte. Da notare che le raffigurazioni simboliche o le pitture sacre per i per molti analfabeti del tempo erano la Biblia pauperum, la Bibbia dei poveri: così venivano definiti gli affreschi che sostituivano efficacemente i testi sacri.
Il tema, che presenta spesso numerose varianti locali, rappresentava tre giovani cavalieri in abiti signorili che, nel corso di una cavalcata per la caccia, incontravano tre cadaveri quasi ridotti a scheletri, che li ammonivano dicendo: «Ciò che sarete voi, noi siamo adesso. Chi si scorda di noi, scorda se stesso».

È controverso se la prima descrizione dell'Incontro sia avvenuta in forma pittorica, come sembra attestare la raffigurazione nella Chiesa di Santa Maria Assunta in Atri fin dalla metà del XIII secolo, o poetica ma di certo la narrazione scritta apparve in un racconto del 1275 incluso nell'opera in lingua francese Dits moraux scritto da Baudouin de Condé, un trovatore di Valenciennes, menestrello alla Corte della contessa Margherita II di Fiandra, il quale ebbe un figlio, Jean de Condé che nel XIV secolo proseguì l'opera del padre componendo poesie d'insegnamento morale.. Il poemetto del de Condé recita: 
(Racconto dei tre morti e dei tre vivi - Baudouin de Condé)
Altre varianti del racconto aggiungevano che i tre morti si rivolgevano ai tre cavalieri dicendo: «Io fui Papa», «Io fui Cardinale», «Io fui Notaio apostolico»: e poi, tutti assieme annunziavano: «Voi sarete come noi: potere, onore, ricchezza sono vani». I cavalieri terrorizzati fuggivano, ma l'apparizione di una croce faceva loro capire di aver ricevuto un'ammonizione dal cielo.
Nella versione italiana del racconto con i tre morti vi era anche un monaco, che recava in mano un cartiglio in cui era scritto: «Voi sarete quel che noi siamo». Evidente il riferimento alla caducità della vita, ma talvolta il monaco non veniva raffigurato come un eremita (come nell'affresco di Pisa), bensì come rappresentante degli ordini mendicanti della città che cercava invece il contatto con i fedeli per prepararli alla morte (come nel dipinto di Bosa in Sardegna). I monaci si proponevano cioè come mediatori tra gli uomini e Dio.

## L'origine dell'incontro
Alcuni storici, come Jurgis Baltrušaitis, hanno notato come sia possibile riscontrare nell'Est asiatico una tradizione millenaria di una iconografia dove i defunti ammoniscono i vivi a meditare sulla morte. Nella tradizione letteraria araba il poeta Adi Ibn Zayd (580 d.C.) avrebbe detto a Noman Ben Mondar, re di Hira che cavalcava con lui nei pressi di un cimitero: «Che la sventura rimanga lontana da te! Conosci tu il messaggio di questi morti?» e alla risposta negativa del sovrano il poeta enunciava il detto che si ritrova nei più vari monumenti funebri e opere macabre: «Noi fummo ciò che voi siete, voi sarete ciò che noi siamo!».
Altri storici preferiscono comunque pensare a questa iconografia della morte in ambito europeo come sviluppatasi indipendentemente da eventuali influssi esterni, il che è comprovato dalla diffusione dei contemporanei movimenti ereticali pauperistici e in particolare di quello dei catari che facevano oggetto realistico di meditazione i temi della vita e della morte. Altri eventi concorrono alla diffusione in Europa dell'iconografia della morte: gli ordini mendicanti che predicano al popolo "sorella morte", l'Inquisizione che fa della morte sul rogo strumento di espiazione per l'eretico, la diffusione delle epidemie viste come castigo divino e occasione di espiazione. Nell'età rinascimentale la stessa diffusione del benessere fa nascere negli uomini il contrasto esistenziale tra la necessità di condurre una vita secondo le regole cristiane e il godimento di una vita terrena che fa ritenere la morte non più come il passaggio verso una vita migliore ma una negatività da allontanare il più possibile.

## Località
Le rappresentazioni figurative dell'Incontro si ritrovano in diverse località.
Italia
- Albugnano, abbazia di Vezzolano
- Atri, cattedrale

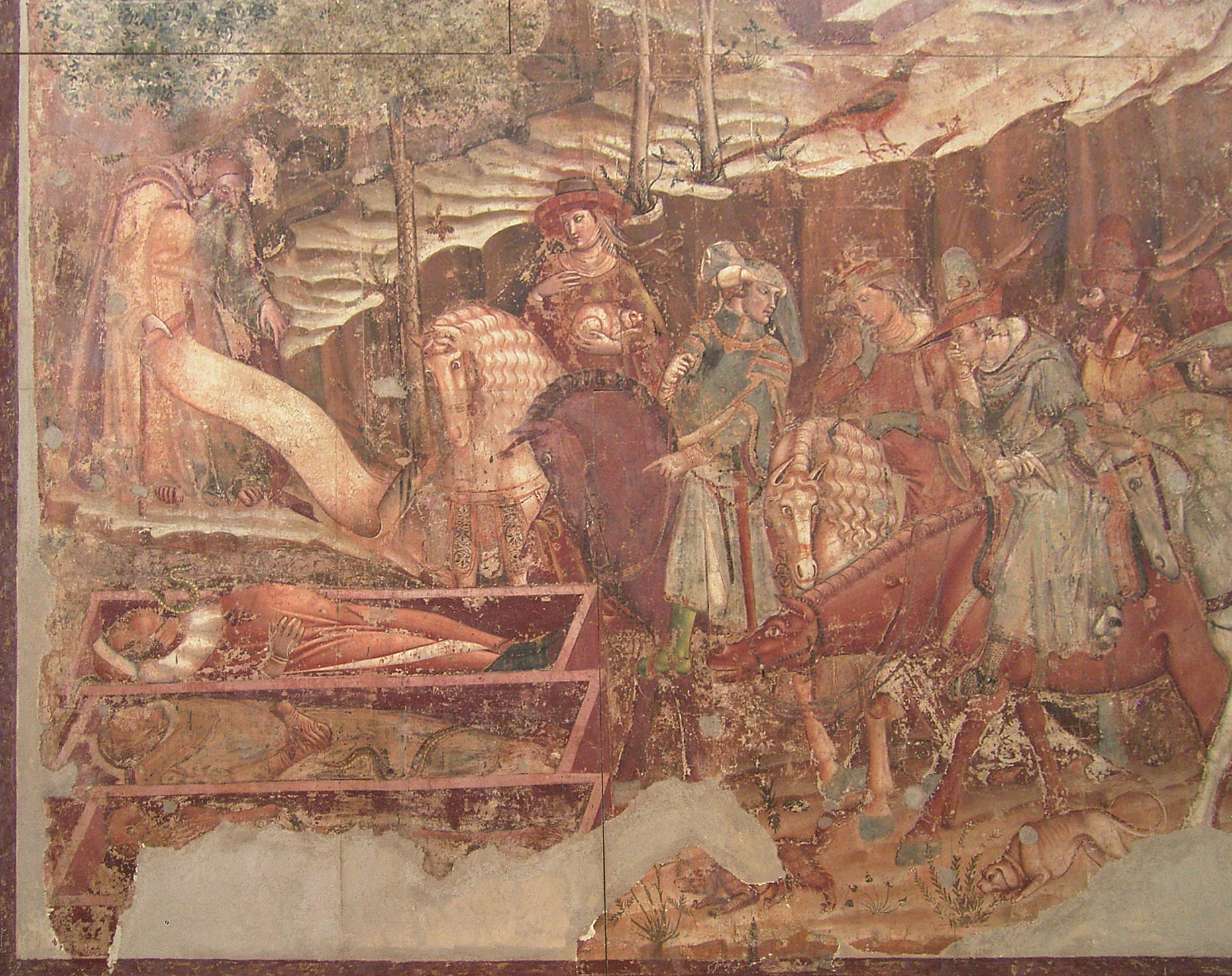
Buonamico Buffalmacco
L'incontro tra vivi e morti, dettaglio del Trionfo della Morte
Pisa, Camposanto Monumentale

- Bosa, chiesa di Nostra Signora de Sos Regnos Altos
- Clusone, oratorio dei disciplini
- Cremona, Chiesa di San Luca
- Firenze, Galleria dell'Accademia, dittico "Madonna con Bambino in trono e santi, Crocifissione di Cristo, Incontro dei tre vivi e dei tre morti", opera di Bernardo Daddi
- Firenze, chiesa di Sant'Ilario a Colombaia, di Stefano d'Antonio di Vanni
- Melfi, chiesa rupestre di Santa Margherita
- Montefiascone, chiesa di San Flaviano
- Pisa, Camposanto monumentale
- Sant'Ambrogio di Torino, Sacra di San Michele
- convento di Santo Stefano, Susa
- Sesto al Reghena, abbazia di Santa Maria in Silvis

Francia
- Avignone, cattedrale
- La Ferté-Loupière
- Meslay-le-Grenet
- Abbazia di Mont-Saint-Michel

Germania
- Badenweiler, ca. 1380
- Chammünster, XVe sec.

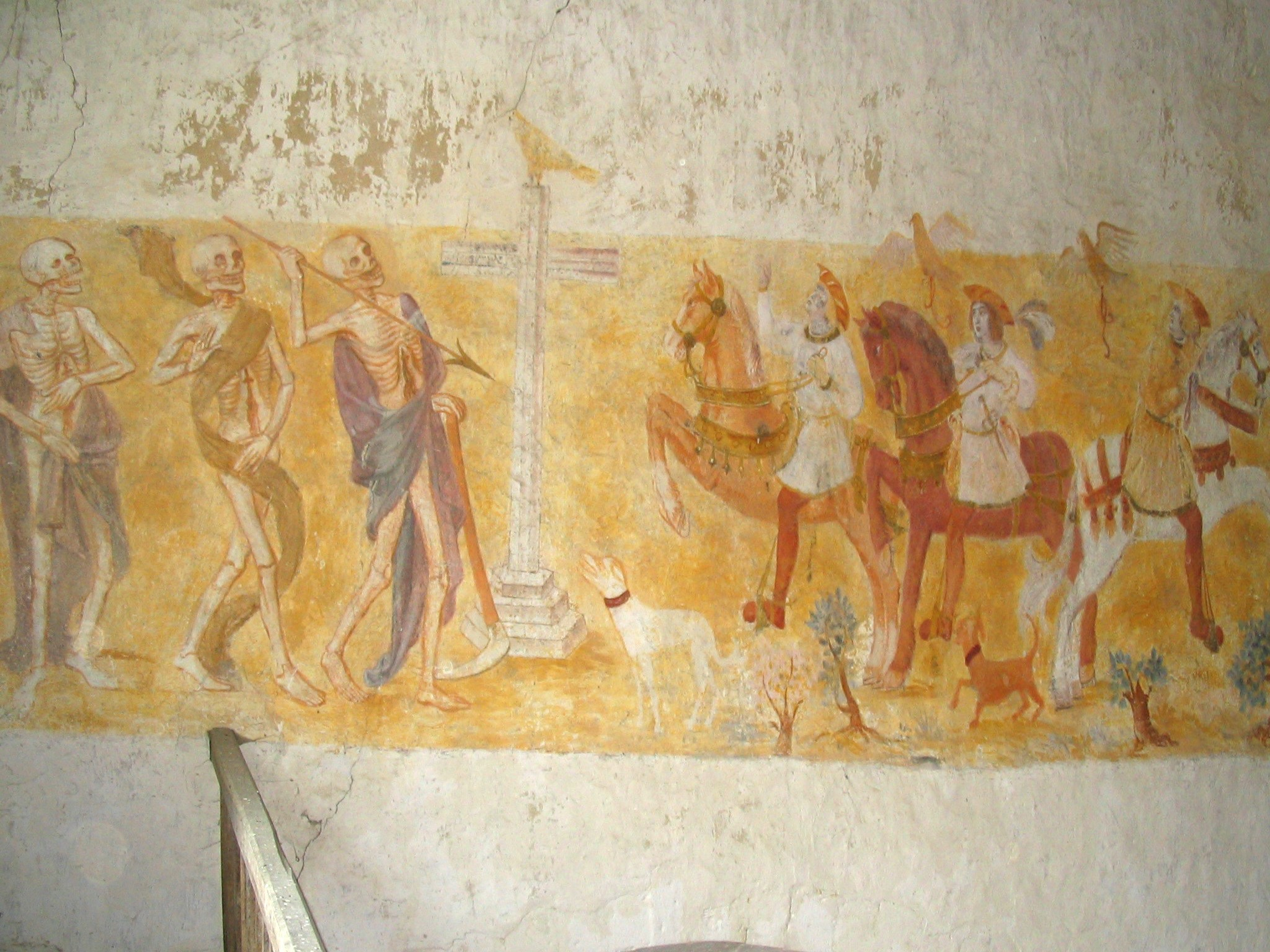
Parte dell'affresco sito nella chiesa di Saint Germain di La Ferté-Loupière, nella Yonne

- Eriskirch / Lago di Costanza, ca. 1430
- Überlingen / Lago di Costanza, ca. 1424
- Wismar, XIVe sec.

Svizzera
- Sempach-Kirchbühl, ca. 1310
- Basilea S. Jakob, 1420
- Breil/Brigels, 1451